# 吳少陽
吳少陽（8世纪—814年9月29日），滄州清池人。唐代申蔡節度使。
申蔡節度使吳少誠之父吳翔在魏博軍軍中，與吳少陽相識，後吳少誠寵任吳少陽，收為義弟，出入如至親，累遷申州（今河南信陽）刺史。
吳少誠有疾，家僮鮮於熊兒詐以少誠命，召少陽攝副使、知軍州事。吳少陽為了鞏固權位，殺少誠之子吳元慶，軟禁少誠。
元和四年（809年）秋十一月吳少誠忧病致死，吳少陽自稱留後，朝廷不能節制，又怕少陽造反，遂同意任命。时吴少阳为彰义军马军先锋兵马使、正议大夫、检校右散骑常侍、使持节申州诸军事、申州刺史、兼御史大夫、会稽郡王，朝廷任其为银青光禄大夫、检校左散骑常侍、依前兼御史大夫、使持节蔡州诸军事、权知蔡州刺史、充彰义军节度管内支度营田、申光蔡等州观察处置等使留后，仍赐上柱国，封如故。吴少阳从不朝觐，又给朝廷进贡马匹，朝廷遂予善待。元和九年（814年）九月吳少陽卒，其子吳元濟擁兵自立，秘不發喪。

## 延伸阅读
[在维基数据编辑]
 《新唐書·卷214》，出自《新唐書》